# Phaeochrous tokaraensis
Phaeochrous tokaraensis är en skalbaggsart som beskrevs av Shuhei Nomura 1961. Phaeochrous tokaraensis ingår i släktet Phaeochrous och familjen Hybosoridae. Inga underarter finns listade i Catalogue of Life.